# Bouquemaison
Bouquemaison és un municipi francès situat al departament del Somme i a la regió dels Alts de França. L'any 2007 tenia 488 habitants.

## Demografia

### Població

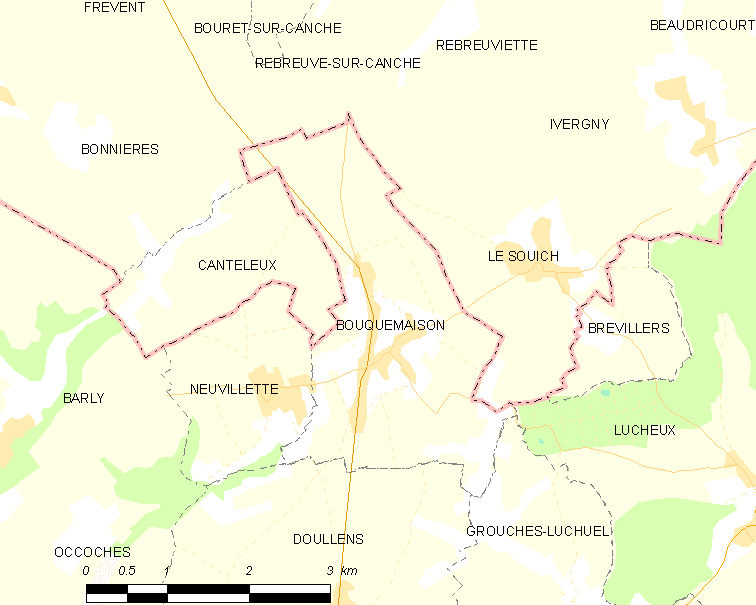
mapa municipi

El 2007 la població de fet de Bouquemaison era de 488 persones. Hi havia 188 famílies de les quals 48 eren unipersonals (16 homes vivint sols i 32 dones vivint soles), 56 parelles sense fills, 72 parelles amb fills i 12 famílies monoparentals amb fills.
La població ha evolucionat segons el següent gràfic:
Habitants censats

### Habitatges
El 2007 hi havia 216 habitatges, 191 eren l'habitatge principal de la família, 13 eren segones residències i 12 estaven desocupats. 208 eren cases i 7 eren apartaments. Dels 191 habitatges principals, 172 estaven ocupats pels seus propietaris, 16 estaven llogats i ocupats pels llogaters i 3 estaven cedits a títol gratuït; 2 tenien una cambra, 21 en tenien tres, 41 en tenien quatre i 127 en tenien cinc o més. 144 habitatges disposaven pel capbaix d'una plaça de pàrquing. A 82 habitatges hi havia un automòbil i a 80 n'hi havia dos o més.

### Piràmide de població
La piràmide de població per edats i sexe el 2009 era:
| Homes | Edats   | Dones |
| ----- | ------- | ----- |
| 0     | 95 o +  | 0     |
| 4     | 90 a 94 | 4     |
| 0     | 85 a 89 | 4     |
| 4     | 80 a 84 | 0     |
| 8     | 75 a 79 | 4     |
| 12    | 70 a 74 | 20    |
| 4     | 65 a 69 | 12    |
| 16    | 60 a 64 | 24    |
| 8     | 55 a 59 | 8     |
| 16    | 50 a 54 | 20    |
| 36    | 45 a 49 | 28    |
| 8     | 40 a 44 | 4     |
| 16    | 35 a 39 | 12    |
| 16    | 30 a 34 | 16    |
| 16    | 25 a 29 | 4     |
| 12    | 20 a 24 | 16    |
| 12    | 15 a 19 | 16    |
| 4     | 10 a 14 | 24    |
| 16    | 5 a 9   | 28    |
| 12    | 0 a 4   | 12    |

## Economia

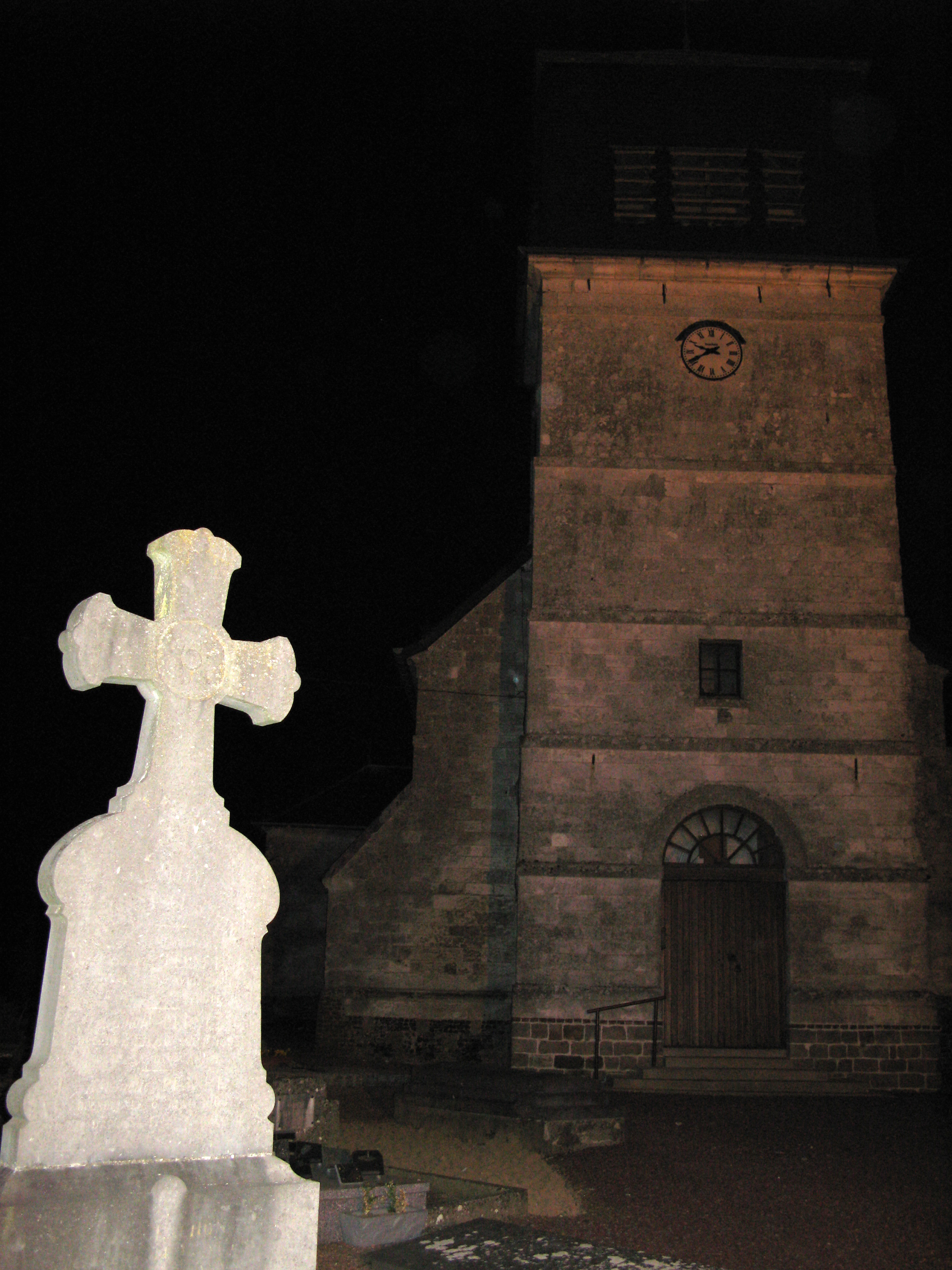
església

El 2007 la població en edat de treballar era de 297 persones, 223 eren actives i 74 eren inactives. De les 223 persones actives 201 estaven ocupades (118 homes i 83 dones) i 22 estaven aturades (11 homes i 11 dones). De les 74 persones inactives 21 estaven jubilades, 17 estaven estudiant i 36 estaven classificades com a «altres inactius».

### Ingressos
El 2009 a Bouquemaison hi havia 193 unitats fiscals que integraven 506,5 persones, la mediana anual d'ingressos fiscals per persona era de 15.332 €.

### Activitats econòmiques
Dels 9 establiments que hi havia el 2007, 1 era d'una empresa extractiva, 1 d'una empresa alimentària, 1 d'una empresa de construcció, 4 d'empreses de comerç i reparació d'automòbils, 1 d'una empresa de transport i 1 d'una empresa financera.
L'únic establiment comercial que hi havia el 2009 era una fleca.
L'any 2000 a Bouquemaison hi havia 14 explotacions agrícoles que ocupaven un total de 400 hectàrees.

## Equipaments sanitaris i escolars
El 2009 hi havia una escola maternal integrada dins d'un grup escolar amb les comunes properes formant una escola dispersa.

## Poblacions més properes
El següent diagrama mostra les poblacions més properes.